# Adriaen Thomasz Key

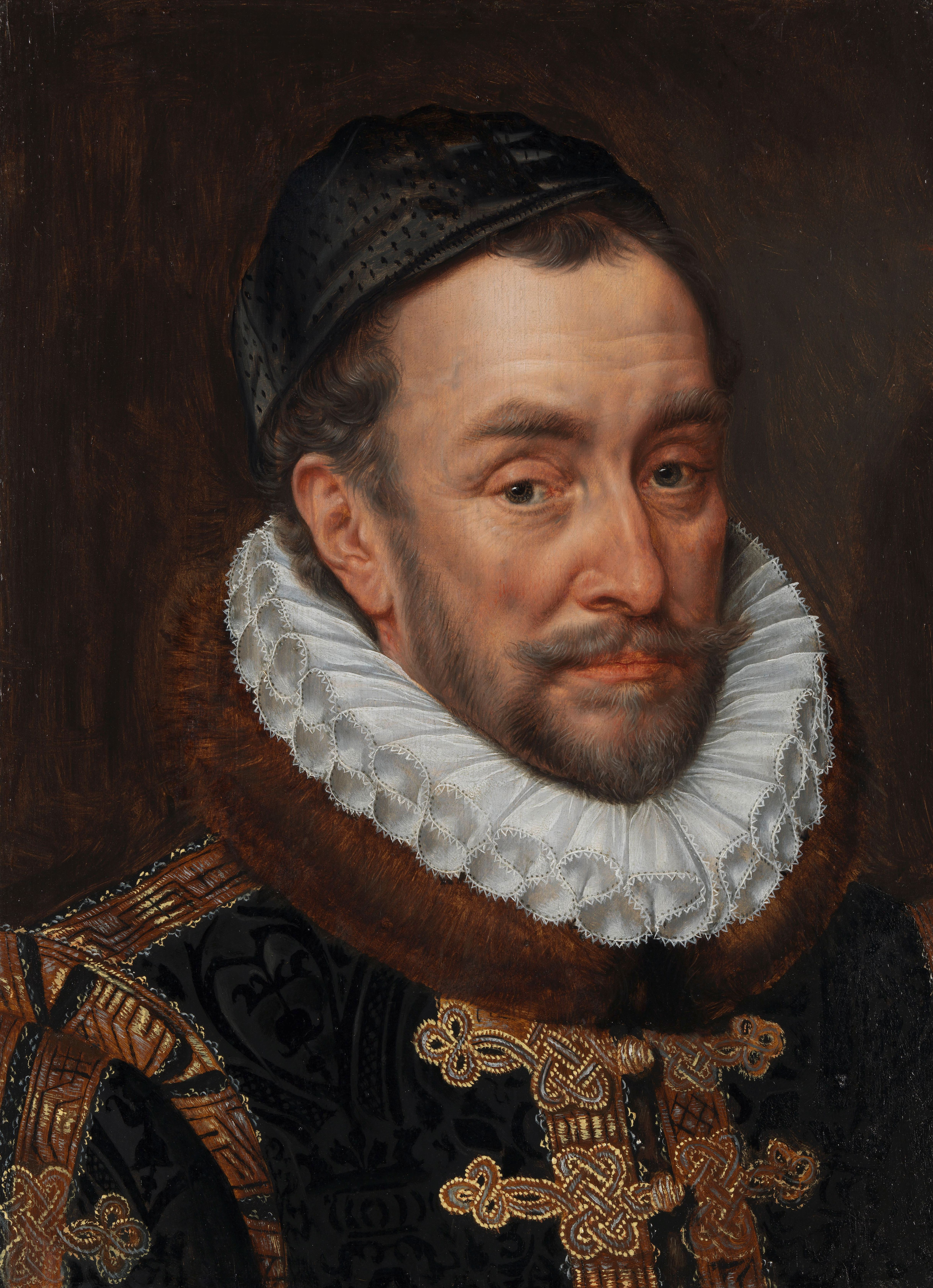
Portret van Willem van Oranje, ca. 1580, Rijksmuseum Amsterdam

Adriaen Thomasz Key (Breda, ca. 1544 – in of na 1589), geboren als Adriaen Jan Thomas Mertenssoon, zoon van Jan Thomas Mertens en Margriete Adriaen Keijen, was een portretschilder werkzaam in Antwerpen vanaf 1568 tot 1589. Hij werd opgeleid in het schildersatelier van zijn oom Willem Key en werd als vrijmeester ingeschreven in de liggeren van de Antwerpse Sint-Lucasgilde in 1568.

## Leven en werk
Willem Key had naam gemaakt als portretschilder en na zijn dood nam Adriaen Thomasz het atelier van de meester over en omwille van diens bekendheid voegde hij Key aan zijn naam toe. In het spoor van zijn meester specialiseerde Adriaen zich in de portretkunst en werkte met succes voor de rijke handelaren en het hof. Hij vervaardigde ook altaarstukken voor verschillende Antwerpse kerken, maar die zijn tijdens de beeldenstorm grotendeels verloren gegaan.
Adriaen Thomasz Key was calvinist, maar bleef na de Val van Antwerpen in 1585 toch in de Scheldestad wonen. Na 1589 komt zijn naam niet meer voor in de archieven wat toelaat te veronderstellen dat hij in 1589 gestorven is.
Hoewel hij bij leven succesvol was verdween deze meester kort na zijn overlijden uit de belangstelling en was spoedig compleet vergeten. Zijn werken werden dan ook aan een hele reeks van kunstenaars toegeschreven, onder meer aan Frans Pourbus de Oudere en aan Willem Key. Dat hij ook religieuze werken had geschilderd was volkomen vergeten. Kenmerkend voor zijn stijl is de objectieve observatie en weergave van de zitters in zijn portretten. De concepten in zijn kunst waren innoverend voor zijn tijd en als men zijn werk vergelijkt met andere schilders uit die periode, komt men tot de conclusie dat hij een van de betere kunstenaars was in de decennia na de beeldenstorm.

## Collecties
Werk van deze schilder is te vinden in de vaste collectie van o.a. de Koninklijke Musea voor Schone Kunsten van België in Brussel, het Louvre in Parijs, het Museo Nacional del Prado in Madrid, het Kunsthistorisches Museum in Wenen, het Rijksmuseum Amsterdam, het Museum Mayer van den Bergh in Antwerpen, de Alte Pinakothek in München en het Mauritshuis in Den Haag. Voor een overzicht van de werken van en rondom deze kunstenaar kan men de lijst van werken op RKD-Nederlands Instituut voor Kunstgeschiedenis raadplegen. (Zie Weblinks)